# Abdero
Na mitologia grega, Abdero ("filho da batalha"), epónimo da cidade de Abdera, era um herói semi-divino, natural de Opunte, na Lócrida e filho de Hermes ou, segundo outros autores, de Opiano Menécio, o que o faria irmão de Pátroclo.
Abdero foi um dos eromenos de Hércules, que o levou, juntamente com outros jovens, até à Trácia, para ajudá-lo a cumprir seu oitavo trabalho, o de prender as éguas de Diomedes, que se alimentavam de carne humana, e levá-las a Euristeu, em Micenas. Depois de dominar os criados do rei, Hércules levou as éguas até a costa. Ao ser atacado por soldados de Diomedes, Hércules viu-se obrigado a deixar as éguas sob a responsabilidade de Abdero, que não as conseguiu dominar e foi por elas arrastado e devorado. Hércules, que amava Abdero, vingou-se matando Diomedes, e dando-o a devorar às suas próprias éguas. Em seguida, fundou a cidade de Abdera, em torno do túmulo de Abdero, onde realizou um conjunto de jogos fúnebres em honra do jovem, consistindo nas provas de pugilato, luta e pancrácio.
No contexto da literatura latina, Higino descreve Abdero como um escravo que auxilia Hércules a matar Diomedes, o rei da Trácia, e seus quatro cavalos que se alimentavam de carne humana. Higino também dá nomes aos cavalos: são eles: Podargo, Lampo, Xanto e Dino.